# My Next Guest Needs No Introduction with David Letterman
My Next Guest Needs No Introduction with David Letterman is een Amerikaans praatprogramma dat wordt gepresenteerd door David Letterman. Het programma bestaat uit interviews met één gast per aflevering. Het programma wordt alleen uitgezonden op de streamingdienst Netflix.
Het eerste seizoen bestaat uit zes afleveringen, hierin zullen Barack Obama, George Clooney, Malala Yousafzai, Jay-Z, Tina Fey, en Howard Stern worden geïnterviewd.

## Productie
Op 8 augustus 2017 maakte Netflix bekend dat het zes afleveringen met interviews door David Letterman had aangekocht. Elke aflevering zou bestaan uit een lang interview met een gast en eigen onderzoek van Letterman buiten de studio. In de eerste aflevering van het programma werd Barack Obama geïnterviewd, dit was het eerste interview van hem na zijn vertrek uit het Witte Huis.

## Afleveringen

### Seizoen 1
| # | Titel                                    | Gast             | Datum           |
| - | ---------------------------------------- | ---------------- | --------------- |
| 1 | "It's a Whole New Ball Game Now"         | Barack Obama     | 12 januari 2018 |
| 2 | "You Be the Newsman, I'll Be Liz Taylor" | George Clooney   | 9 februari 2018 |
| 3 | "You Know, She Has a Nobel Peace Prize"  | Malala Yousafzai | 9 maart 2018    |
| 4 | "I Had a Paper Route Too."               | Jay Z            | 6 april 2018    |
| 5 | "It's Just Land Mine Hopscotch."         | Tina Fey         | 4 mei 2018      |
| 6 | ""                                       | Howard Stern     | 31 mei 2018     |